# 南極半島

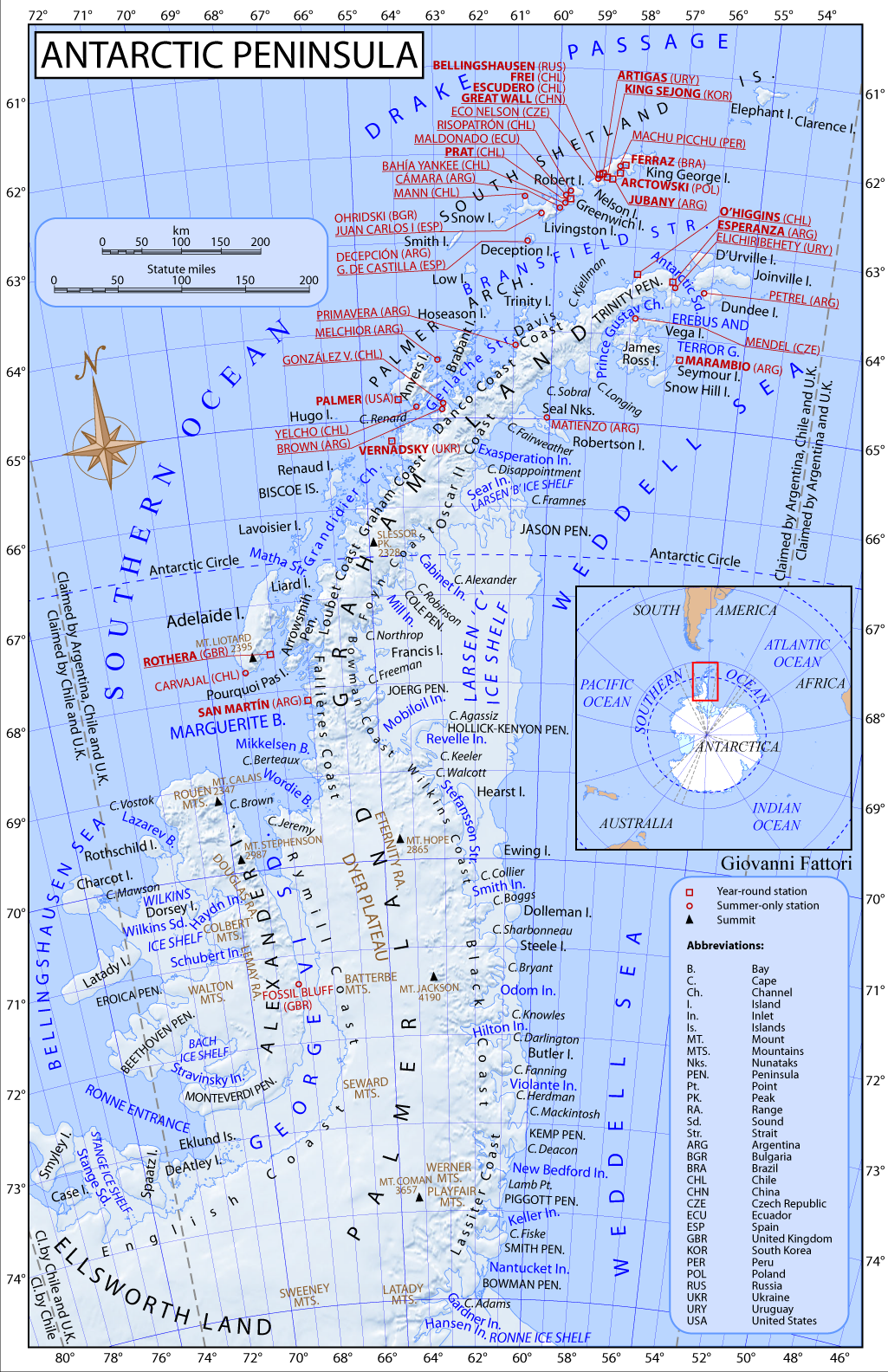
南極半島地図。赤字で記されているのは各国の南極観測基地

南極半島（なんきょくはんとう、英語: Antarctic Peninsula）は、南極大陸西部（西南極）にある半島。南極海に向かって南緯75度から南緯63度まで伸びる、S字状の細く長大な半島である。半島北部は南極大陸では珍しく南極圏外で、ドレーク海峡を挟んで南アメリカ大陸がある。半島の周辺には多くの島があり、沿岸には棚氷が発達している。
この半島は、1820年代に人類が最初に到達した南極大陸の一角である。南極の中では気候が最も温和なので、この半島や周辺の島には多くの観測基地がある。

## 地理

### 位置・広がり
半島の最北端プライム・ヘッド (Prime Head) は南緯63度12分付近にあり、これは南極大陸の北端にあたる。東西方向は西経57度付近から西経71度付近まで広がる。半島の東側の海はウェッデル海と呼ばれる。
半島北部はグレアムランド、半島南部はパーマーランドと呼ばれ、南極半島の付け根はエルスワースランドへとつながっている。アメリカ地質調査所（USGS）の地名情報システム（GNIS）によれば、エルワースランドとの境界となる「南極半島」の南限は、東海岸側のCape Adamsと、西海岸側のEklund Islands対岸とを結んだ線である。
南極半島は、南極大陸では例外的に氷雪気候ではなく、ツンドラ気候である。グレアムランド北端にはホープ湾があり、アルゼンチンのエスペランサ基地が所在し多くの「定住人口」が住む。

### 地勢
南極半島は高い山が多く、最高地点は約2800mである。この半島の山地はアンデス山脈の続きであると考えられている。南極半島は新期造山帯である。
ウェッデル海にはラーセン棚氷が張り出している。
西海岸側には、アレクサンダー島、アデレード島、ビスコー諸島、アンヴェール島など、大小の島々がある。

### 領有権主張
アルゼンチン、イギリス、チリが、南極半島の全域もしくは一部の領有を主張している。3か国の主張は重複している。
アルゼンチンは西経25度から西経74度の範囲を「アルゼンチン領南極地域」として領有を主張している。
イギリスは西経20度から西経80度の範囲を「イギリス領南極地域」として領有を主張している。
チリは西経53度から西経90度を「チリ領南極」がそれぞれ領有権を主張している。
いずれの主張も南極条約により凍結されている。
- 「アルゼンチン領南極地域」
- 「イギリス領南極地域」
- 「チリ領南極」

## 歴史
最初の南極半島の視認がいつなのかは議論があるが、おそらく1820年代である。
南極半島に関して、アメリカ合衆国は「パーマー半島」、イギリスは「グレアムランド」という名称を長らく用いていたが、1964年に米国の南極地名諮問委員会（US-ACAN）と英国のUK Antarctic Place-names Committee（UK-APC）の間で合意が形成された。Cape JeremyとCape Agassizを結ぶ線を境界として、北部をグレアムランド、南部をパーマーランドと呼んでいる。
詳細はen:Antarctic Peninsulaを参照